# 丸目聖人
丸目 聖人（まるめ きよひと、1992年10月26日 - ）は、日本のプロデューサー・実業家・俳優。兵庫県出身。
Worth Relation LLC.の代表取締役兼CEO。株式会社mou 取締役。元スカイコーポレーション所属。

## 略歴
ジャパン・エンターテインメント・アカデミーを経てアイズへ所属。
2014年に舞台デビュー。
2018年3月15日、アイズを退所。その後、株式会社WonderWallの取締役およびプロデューサー業を行なっていることを明かした。
2019年、自身がプロデュース・リーダーを務めるメンズユニット「VIRAL」が始動。同年7月を以て卒表
。8月よりスカイコーポレーションに所属。
2021年、企画・制作会社Worth Relation合同会社を設立し、代表となる。
2021年、舞台「ラ・フランス泥棒は用なしパスタ？」のプロデューサーとして、障がいのある若者たちと芸能界の仲間たちのエンターテイメント舞台を公演。
2022年、自身がプロデュース・主演の香川県 地方創生映画「あの日。」が高松映画祭に入賞する。
2023年、美容液販売会社 株式会社mouの取締役に就任した事を報告する。

## 人物
- 趣味は映画鑑賞、散歩、筋トレ。
- 特技は水泳、ボクシング、殺陣、バレーボール。

## 出演

### テレビ番組
- 陰陽屋へようこそ（2013年、KTV）青年 役
- 行列のできる法律相談所（2015年、日本テレビ）再現VTR
- レンタル救世主 第6話（2016年）

### 映画
- オシャレ番外地（2011年）
- 1/11（2011年）
- ケルベロスの肖像（2011年）
- グラスホッパー（2015年）

### 舞台
- ノブナガ・ザ・フール（2014年7月20日、有明コロシアム）
- KIRA〜赤穂事件推理帳〜（2014年12月10日 - 15日、Air studio）
- Love&Chick〜マゼルナ×キケン（2015年4月、Air studio）[7]
- 時計〜僕がいる理由〜（2015年7月29日 - 8月3日、Air studio）
- 最遊記歌劇伝-Reload-（2015年9月17日 - 23日、サンシャイン劇場）[8]
- 遙かなる時空の中で6（2015年11月27日 - 12月6日、全労済ホール スペース・ゼロ）[9]
- ノラガミ -神と願い-（2016年1月28日 - 31日、AiiA 2.5Theater Tokyo）[10]
  - ノラガミ-神と絆-（2017年2月16日 - 26日、AiiA 2.5Theater Tokyo） - 瑞丸 役[11]
- 刀剣乱舞 虚伝 燃ゆる本能寺（2016年5月、シアター1010 他） - 森蘭丸 役
  - 刀剣乱舞 虚伝 燃ゆる本能寺 再演（2016年12月15日 - 30日、天王洲銀河劇場 / 2017年1月7日 - 8日、アルモニーサンク北九州ソレイユホール / 1月12日 - 17日、大阪メルパルクホール）
- K -Lost Small World-（2016年7月22日 - 24日、AiiA 2.5Theater Tokyo / 7月30日 - 31日、京都劇場）[12]
- ESORA（2016年9月8日 - 15日、全労済ホール スペース・ゼロ）[13]
- カードファイト!! ヴァンガード 〜バーチャル・ステージ〜 リンクジョーカー編（2017年4月1日 - 9日、AiiA 2.5 Theater Tokyo） - 蒼龍レオン 役[14]
- 遠い夏のゴッホ（2017年7月14日 - 23日、銀河劇場 / 7月29日 - 30日、森ノ宮ピロティホール）- ヘンリー 役[15]
- アイ★チュウ　ザ・ステージ（2017年8月25日 - 27日、サンケイホールブリーゼ / 9月6日 - 10日、サンシャイン劇場） - 湊 奏多 役
- Only〜地獄の中のオーケストラ〜（2019年11月13日 - 17日、中野ザ・ポケット）

## 書籍
- 失恋男子-シツレンバナシ-第2弾（2018年2月発売、写真集）[16]